# Neolucanus diffusus
Neolucanus diffusus es una especie de coleóptero de la familia Lucanidae.

## Distribución geográfica
Habita en China.